# Blontrok
De Blontrok is een kreekrestant ten zuidoosten van Oostburg.
De kreek ontspringt vanuit het oostelijk deel van het Groote Gat, loopt in een paar bochten langs Klein-Brabant en versmalt zich dan in een sloot die naar de Passageule loopt.

## Legende

Hildegonda op het wapen van Waterlandkerkje

Een verhaal waarvan de oorsprong niet bekend is, maar dat wel voortkomt uit de rivaliteit tussen het stadje Oostburg en het veel kleinere Waterlandkerkje, gaat als volgt:
Een visser uit Oostburg was aan het vissen in de Blontrok en, nadat hij de hele dag niets gevangen had, meende hij ineens beet te hebben. Hij trok echter een zeemeermin naar boven, Hildegonda geheten. Deze smeekte hem  haar terug in het water te gooien, zodat zij naar zee kon zwemmen. De visser wilde de zeemeermin echter in een tent tegen betaling tentoonstellen, om zo rijk te worden.
Een voerman uit Waterlandkerkje kwam af op het lawaai, bevrijdde de zeemeermin en pakte de visser bij zijn broek en smeet hem in het water. Boeren en arbeiders uit de omgeving kwamen naderbij en zagen hoe de voerman de boer juist weer uit het water had gehaald en hem ondersteboven bij zijn voeten, druipend en wel, omlaag hield.
Terwijl de omstanders het voorval bespraken dook de zeemeermin nog eenmaal op, blies op een gouden hoorn en beloofde de inwoners van Waterlandkerkje dat hun dorp tot grote bloei zou komen en alle andere plaatsen in de omgeving zou overvleugelen.
Waterlandkerkje is tot op de dag van heden een heel klein dorpje gebleven, maar het wapen van de voormalige gemeente wordt nog altijd gesierd door een zeemeermin met een gouden hoorn. In werkelijkheid is dit wapen echter afkomstig van het Huis Lauweryn, initiatiefnemers tot inpoldering van dit gebied. Niettemin werd Hildegonda in Waterlandkerkje met een beeldje geëerd.